# Gingen an der Fils
Gingen an der Fils – miejscowość i gmina w Niemczech, w kraju związkowym Badenia-Wirtembergia, w rejencji Stuttgart, w regionie Stuttgart, w powiecie Göppingen, wchodzi w skład związku gmin Mittleres Fils-Lautertal. Leży w Jurze Szwabskiej, nad rzeką Fils, ok. 12 km na wschód od Göppingen, przy drodze krajowej B10.